# Hyperia crassa
Hyperia crassa is een vlokreeftensoort uit de familie van de Hyperiidae. De wetenschappelijke naam van de soort is voor het eerst geldig gepubliceerd in 1973 door Bowman.